# 알랭 페랭
알랭 페랭(프랑스어: Alain Perrin, 1956년 10월 7일 ~ )은 프랑스의 축구 감독이다.

## 감독 경력
창단된 지 얼마되지 않은 트루아 AC의 감독으로 취임한 뒤부터 리그 1 시즌에서 6년 동안 활약했다. 트루아 AC는 2001년 UEFA 인터토토컵에서 뉴캐슬 유나이티드를 꺾고 UEFA컵에 출전했다. 그리고 올랭피크 드 마르세유의 감독이 되면서 3위를 기록하면서 UEFA 챔피언스리그에 출전했지만 리그에서의 성적 부진으로 인해 중간에 해고된다.
포츠머스 팀의 감독으로 취임하면서 프랑스 출신 선수와 잉글랜드 출신 선수 간의 균열과 성적 부진으로 해고되었지만 FC 소쇼 시절 쿠프 드 프랑스에서 우승을 쟁취하였다. 올랭피크 리옹의 감독 시절에는 리그 1에서 7연패를 달성했지만 UEFA 챔피언스리그에서의 성적과 지도 방법을 이유로 인해 시즌 종료에서 해임당하게 된다. 2008년 11월 AS 생테티엔 감독에 취임하여 팀 재건에 나섰지만 붕괴 직전의 팀을 재건하지 못하고 2009년 12월 15일에 성적 부진으로 해임되었다.
2010년부터 2012년까지 카타르 리그 알코르에서 감독직을 맡았다. 2012년부터 2013년까지 카타르 U-23 축구 국가대표팀와 알가라파의 감독을 동시에 맡았었다. 2013년에는 움살랄에서 감독을 맡았으나 성적 부진으로 경질당했다.
2014년 3월부터 중국 축구 국가대표팀을 맡았다. 중국은 2015년 AFC 아시안컵 조별 예선에서 사우디아라비아, 우즈베키스탄을 차례로 꺾는 이변을 일으켰으며 조별 예선 마지막 경기인 조선민주주의인민공화국마저 꺾으며 3전 전승으로 8강전에 진출시켰다. 하지만 2018년 FIFA 월드컵 아시아 지역 예선 2차 예선에서 중국이 홍콩과의 홈 경기, 원정 경기에서 모두 0-0으로 비기는 등 졸전을 거듭하며 3차 예선 진출이 좌절될 위기에 몰리자 중국 축구 협회는 2016년 1월 8일 성적 부진에 대한 책임을 물어 페랭 감독을 경질시켰다.